# Battaglia di Fontaine-Française
La battaglia di Fontaine-Française si svolse il 5 giugno 1595 tra le forze reali francesi del re Enrico IV di Francia e le truppe della Spagna e della Lega cattolica francese comandate da Juan Fernández de Velasco, quinto duca di Frías, e da Carlo di Guisa, duca di Mayenne, nel corso dell'ottava e finale contesa (1585-1598) delle guerre di religione francesi.

## Antecedenti
Nel 1595, all'inizio di giugno, Juan Fernández de Velasco, governatore di Milano e connestabile di Castiglia, varcò le Alpi al comando di un esercito di 12 000 uomini provenienti dalle guarnigioni dei territori spagnoli dell'Italia continentale e della Sicilia. Nel territorio di Besançon fu raggiunto dalla piccola armata di Carlo di Guisa, Duca di Mayenne, capo della Lega cattolica francese. Insieme, si diressero verso Digione con l'intenzione di riprendere la città.
Enrico IV di Francia, avvisato del loro arrivo, accorse da Troyes con i 3 000 uomini che riuscì a radunare.

## La battaglia
La battaglia si svolse il 5 giugno 1595 a Fontaine-Française (Borgogna).  Nella mattinata, gli esploratori di Enrico IV incontrarono gli spagnoli per caso e, come nella battaglia di Eu, l'anno precedente, i francesi attaccarono con cavalleria leggera sorprendendo i nemici e costringendoli a una ritirata temporanea.
Dopo la carica, il re face appello alla popolazione locale, costituita soprattutto da contadini armati di falci e di qualsiasi altro oggetto metallico che potesse brillare nella luce del giorno, i quali furono raggruppati su una collina assieme ai soldati, nel tentativo riuscito di ingannare il nemico sulla consistenza del esercito reale.
In effetti, il comandante spagnolo pensava che il Re stesse aspettando l'arrivo di rinforzi e, osservando i movimenti delle truppe da lontano, si convinse che le forze reali fossero più numerose delle sue e quindi decise di ritirarsi.

## Conseguenze
La vittoria del re di Francia segno la fine della Lega cattolica francese, ma non la fine dell'ottava guerra di religione, che si concluse definitivamente solo con la firma della pace di Vervins il 2 maggio 1598 e la cessione da parte degli spagnoli delle città francesi da loro conquistate.